# Hofke van Sint-Antonius
Het Hofke van S. Antonius is een tuin in de Nederlandse stad Heerlen, die werd aangelegd in 1938 naast de kerk van de Heilige Martelaren van Gorcum uit 1910, die later afgebroken werd. Het betreft een park van ongeveer 3000 m² met een kapel, tevens uit 1938, en een bidweg met 13 afbeeldingen uit het leven van de Heilige Antonius. De van natuursteen gemaakte staties werden door de parochianen gebouwd.  
Het geheel is een uitzonderlijk voorbeeld van volksvroomheid in het hart van de streek van de Nederlandse kolenmijnen.
De tuin is bijna volledig intact en het feit dat het hier de enige bidweg in Limburg betreft met afbeeldingen uit het leven van de Heilige Antonius is voor Nederland zeer uitzonderlijk.